# Deutschland (1866)
Pour les articles homonymes, voir Deutschland.
Le Deutschland était un paquebot transatlantique à vapeur en fer de la ligne Norddeutscher Lloyd, construit par Caird & Company de Greenock, en Écosse en 1866. Pris dans une violente tempête à l'embouchure de la Tamise, le navire sombra le 7 décembre 1875, causant la mort de tous ses passagers.

## Histoire
Le Deutschland a été construit comme un navire à passagers d'émigrants. Il est entré en service le 7 octobre 1866 et est arrivé à New York pour son voyage inaugural le 28 octobre. Le 8 août 1869, il entre en collision et coule la goélette britannique Mary Bottwood au large de Hastings, Sussex, Royaume-Uni, tuant trois de ses quatre membres d'équipage et sauvant le survivant.

## Naufrage
Le Deutschland a navigué de Bremerhaven le 4 décembre 1875, commandé par le capitaine Eduard Brickenstein, avec 123 émigrants à destination de New York via Southampton, en Angleterre. Les conditions météorologiques étaient très mauvaises avec de fortes tempêtes de neige, et le navire n'avait aucune idée précise de sa position jusqu'à ce que, à 05h00 le 6 décembre, il s'échoue dans une tempête de neige sur le Kentish Knock, un banc 23 milles (37 km) au large de Harwich, 22 milles (35 km) de Margate et 3 milles (4,8 km) du bateau-phare de Kentish Knock et hors de vue du rivage. À l'époque, il était à 30 milles (48 km) de sa position estimée par le capitaine Brickenstein.
Peu de temps avant le naufrage, il tenta de reculer, mais la manœuvre échoua lorsque la pression fractura l'hélice du navire. Conduit sur le banc de sable, le navire a commencé à prendre de l'eau et, à mesure que la marée montait, il n'a pas réussi à se soulever du banc comme prévu. Lorsque la mer commença à le desintegrer et que le vent se leva à force 9, l'ordre fut donné d'abandonner le navire, provoquant une certaine panique. Un bateau a été lancé, mais a été submergé, tandis qu'un deuxième bateau, avec le quartier-maître, un marin et un passager à bord, a dérivé et a finalement atteint le rivage sur l'île de Sheppey le lendemain avec seulement le quartier-maître en vie. Les bateaux restants ont ensuite été emportés ou détruits par une mer demontée.
Des roquettes de détresse ont été aperçues le matin du 6 décembre vers le vaisseau-phare coulé, qui a tenté toute la journée d'attirer l'attention des navires de passage, sans succès,. Plus tard, des roquettes de ce vaisseau-phare ont été vues par un autre, dont les propres roquettes ont été vues à Harwich dans la soirée, bien que ni la nature ni le lieu de l'accident n'étaient connus. Le remorqueur Liverpool a été dépêché au petit matin le 7 décembre, atteignant le Deutschland via la séquence de navires phares, et a embarqué les 173 encore vivants sur l'épave.

## Conséquences
Peu de temps après l'annonce de la catastrophe, l'épave fut pillée par des hommes des villes côtières voisines, en particulier Harwich et Ramsgate. Un artiste de l'Illustrated London News a produit une illustration de la scène qui dépeignait les naufrageurs comme ressemblant à des vautours. Le Times décrivit également la scène, affirmant que des cadavres avaient fouillés et leurs bijoux volés.
Bien qu'il y ait eu des suggestions farfelues selon lesquelles le Deutschland avait été délibérément naufragé, il y avait des allégations bien fondées de retard délibéré à venir en aide au navire, ainsi que certaines négligences. Le Times a publié un chef qui a dit que la mise à la terre du Deutschland avait été connu pendant 15 heures des 30 heures qu'il a fallu pour le remorqueur Liverpool pour venir à son aide, et le capitaine Carrington, son maître, a été critiqué pour sa lenteur à agir.
L'enquête du Board of Trade sur l'accident s'est ouverte à Poplar, Londres, le 20 décembre. Il n'était pas habituel de tenir une telle enquête dans le cas d'un navire immatriculé à l'étranger ayant fait naufrage en dehors de la limite de trois milles, et cela aurait pu être fait pour répondre aux critiques qui avaient été soulevées concernant le retard à venir en aide au navire. Charles Butt QC, qui avait été informé par le gouvernement allemand, a déclaré qu'il était surprenant qu'"un grand paquebot avec plus de 200 personnes à bord se soit allongé sur un sable dangereux près de la côte anglaise pendant trente heures avant que toute aide ne lui soit apportée. ".
L'enquête a finalement disculpé tout le monde, sauf le capitaine Brickenstein, qui, a-t-on décidé, avait «laissé son navire avancer dans ses calculs» et «manifesté un très grand manque de soin et de jugement». Brickenstein a demandé au chancelier allemand Otto von Bismarck une enquête officielle allemande, mais cela a été écarté.
Une épave a été découverte en 1969 sur le côté nord-ouest de Kentish Knock, près du site de la catastrophe. Il se trouve à une profondeur générale de 14 m. Bien qu'il n'ait pu être définitivement identifié, sa taille, son état et les éléments trouvés par l'archéologue maritime Andreas Stolpe en 2005 suggèrent qu'il s'agit de celui du Deutschland.

## Héritage
Parmi les victimes du naufrage se trouvaient cinq Sœurs franciscaines des Sacrés Cœurs de Salzkotten, en Westphalie, dans le Royaume de Prusse, qui accompagnaient des émigrants allemands vers les États-Unis. C'était à la fois un exil causé par les lois anti-catholiques Falk et pour répondre au besoin de soins infirmiers dans la population allemande de St. Louis, Missouri. Leur mort a inspiré le poète  jésuite Gerard Manley Hopkins à composer le poème The Wreck of the Deutschland. Quatre des cinq sœurs ont été enterrées au cimetière Saint-Patrick à Leytonstone, Londres (un cinquième dont le corps n'a jamais été retrouvé est enregistré sur le mémorial) et leur décès est commémoré chaque année lors d'un service commémoratif tenu le 6 décembre à Wheaton, Illinois, par les sœurs franciscaines de leur congrégation religieuse qui y siège maintenant.